# توان رفاه‌گستری
در قانون اساسی ایالات متحده آمریکا عبارت «توان رفاه‌گستری» (به انگلیسی: police power) به ظرفیت و توان هر ایالت در تنظیم رفتار و ساماندهی وضعیت در قلمرو خود جهت بهبود رفاه عمومی، بهداشت، و امنیت ساکنان آن ایالت اشاره دارد.
برخی از افراد ساماندهی اخلاقی را نیز جزئی از این ظرفیت‌ها به‌شمار می‌آورند. در خصوص درجه این توان و تقسیم آن میان دولت فدرال، ایالت‌ها، و شهروندان در متمم دهم قانون اساسی ایالات متحده آمریکا توضیح داده شده‌است.
محقق کردن توان رفاه‌گستری می‌تواند به شکل قانون‌گذاری، و اجبار شهروندان به پیروی از این قوانین از طریق وضع تحریم‌ها و کیفرهای قانونی، یا دیگر اشکال اجبار و ایجاد انگیزه باشد.
از آنجا که در قانون اساسی به کنگره آمریکا قدرت نسبتاً محدودی اعطا شده، برعکس ایالت‌ها، دولت فدرال از توان رفاه‌گستری کلی برخوردار نیست. البته قوانین مربوط به مالکیت فدرال و ارتش در این مورد استثنا هستند. در قانون بازرگانی درون‌ایالتی سال ۱۸۸۷ به دولت فدرال نیز تا اندازه‌ای توان رفاه‌گستری اعطا شد.